# Poison Blood
"Poison Blood" é um single do cantor australiano Darren Hayes, lançado em junho de 2022. A música é a terceira faixa a ser divulgada de seu quinto álbum solo Homosexual.

## Composição
A música foi composta e produzida por Darren, em seu estúdio pessoal na Califórnia, Estados Unidos. A letra fala sobre uma difícil característica psicológica compartilhada pelos membros de sua família, que é a tendência à depressão.
A faixa remete ao estilo das músicas de sua ex-banda Savage Garden, com vocais melódicos e falsetes. Mixagem e masterização foram feitas por Trevor Yasuda (Dua Lipa, Lana Del Rey) e Mike Bozzi (Childish Gambino, Janet Jackson).

## Lançamento
O single foi lançado mundialmente por download digital e streaming em 6 de junho de 2022. O videoclipe da música foi divulgado em 26 de junho, no site oficial do cantor e via seu canal oficial no YouTube.

## Videoclipe
O clipe foi gravado nos Estados Unidos e conta com uma ponta da atriz Madeleine Coghlan, que também participou dos dois vídeos anteriores do artista. Foi roteirizado por Darren e Alex Hyner, diretor do clipe. A fotografia é de Thåis Castralli, mesma cinematografista do vídeo de "Do You Remember?".
O teledisco de 5 minutos e meio traz Darren dentro de uma banheira, em uma grande sala repleta de rosas pelo chão, iluminada apenas pela luz da lua que atravessa uma grande janela. Enquanto canta a música, imerso em suas emoções, o cantor assiste a uma antiga televisão, onde um popstar performa.
O vídeo é inspirado no clipe de "When Doves Cry" do cantor Prince, de 1984, do qual Hayes é grande admirador.

## Single Digital
- Internacional

1. "Poison Blood" - 4:02

- 12 Inch (Compacto duplo)

1. "Poison Blood" (12 Inch Extended Mix)
2. "Poison Blood" (Holy Water Mix)

## Paradas musicais
O single entrou nas paradas digitais de diversos países, notavelmente na Austrália e Reino Unido.
| Parada semanal (2022)                | Posição |
| ------------------------------------ | ------- |
| Australian Independent Label Singles | 15      |
| Austrália iTunes Top 100             | 75      |

| iTunes Charts (2022)             | Posição |
| -------------------------------- | ------- |
| Austrália (iTunes Top 100 Pop)   | 45      |
| Holanda (iTunes Top 100 Pop)     | 76      |
| Reino Unido (iTunes Top 100 Pop) | 65      |